# Vriesea wawrana
Vriesea wawrana là một loài thực vật có hoa trong họ Bromeliaceae. Loài này được Antoine miêu tả khoa học đầu tiên năm 1884.